# Black Death (Brocas Helm)
Black Death è il secondo album in studio del gruppo epic metal statunitense Brocas Helm pubblicato nel 1988.

## Tracce
1. Black Death Overture – 1:12
2. Black Death – 3:14
3. Prepare for Battle – 2:59
4. Hell's Whip – 3:53
5. Satan's Prophets – 3:53
6. Fly High – 3:14
7. Prophet's Scream – 2:36
8. The Chemist – 2:32
9. Fall of the Curtain – 5:13

## Formazione
- Bobbie Wright - voce, chitarra
- Jim Schumacher - basso
- Jack Hays - batteria